# Bror Yngve Sjöstedt
Bror Yngve Sjöstedt (ur. 3 sierpnia 1866 w Hjo, zm. 28 stycznia 1948 w Sztokholmie) – szwedzki botanik i entomolog.
Urodził się w 1866 roku w Hjo. Jego ojcem był hurtownik Gustaf Sjöstedt, matką Emma Forsell, a kuzynem również hurtownik Helmer Sjöstedt. W 1886 roku Yngve ukończył szkołę w Jönköping. Od tego czasu studiował zoologię na Uniwersytecie w Uppsali oraz we Francji. W 1890 roku otrzymał tytuł bakałarza. Wówczas Królewska Szwedzka Akademia Nauk wysłała go na dwuletnią wyprawę do Kamerunu. Zgromadził na niej obfite zbiory dla sztokholmskiego Naturhistoriska Riksmuseet oraz Wydziału Zoologii w Uppsali.
W 1896 roku doktoryzował się. W latach 1897–1901 zatrudniony był w Naturhistoriska riksmuseet oraz w Państwowym Instytucie Entomologicznym. W latach 1901–1910 był redaktorem Entomologisk tidskrift. Od 1902 roku zatrudniony był jako profesor i kurator w Naturhistoriska riksmuseet. W latach 1905–1906 odbył ekspedycję w okolice Kilimandżaro, którą udokumentował w trzytomowym dziele Wissenschaftliche Ergebnisse der Schwedischen Zoologischen Expedition nach dem Kilimandjaro, dem Meru und umgebenden Massaisteppen Deutsch-Osatafrikas 1905-1906 z 1910 roku oraz dwóch książkach z 1911 roku: På giraff- och lejonjakt i Ostafrika oraz Bland storvildt i Ostafrika. Z wyprawy tej przywiózł okazy 4300 gatunków fauny, w tym 1300 nowych dla nauki. W 1909 roku wybrano go na członka Szwedzkiej Akademii Nauk. W 1924 roku wydał Revision der termiten Afrikas. W latach 1928–1931 wydał trzytomowe dzieło poświęcone owadom Parku Narodowego Abisko.
Jego żoną była operowa primadonna Rosa Grünberg. Pobrali się 15 stycznia 1918 roku w Sztokholmie.